# Prauthoy
Prauthoy ist eine ehemalige französische Gemeinde mit zuletzt 491 Einwohnern (Stand: 1. Januar 2013) im Département Haute-Marne in der Region Grand Est. Die Einwohner werden Prauthoyens genannt.
Mit Wirkung vom 1. Januar 2016 wurden die Gemeinden Prauthoy, Montsaugeon und Vaux-sous-Aubigny zu einer Commune nouvelle mit dem Namen Le Montsaugeonnais zusammengelegt.

## Geographie
Prauthoy liegt etwa 49 Kilometer südsüdöstlich von Chaumont.
Durch den Ort führt die frühere Route nationale 74 (heutige D974).

## Bevölkerungsentwicklung
| Jahr      | 1962 | 1968 | 1975 | 1982 | 1990 | 1999 | 2006 | 2013 |
| Einwohner | 428  | 410  | 448  | 536  | 520  | 514  | 509  | 491  |

## Sehenswürdigkeiten
- Kirche Saint-Michel
- Schloss Prauthoy aus dem 16. Jahrhundert

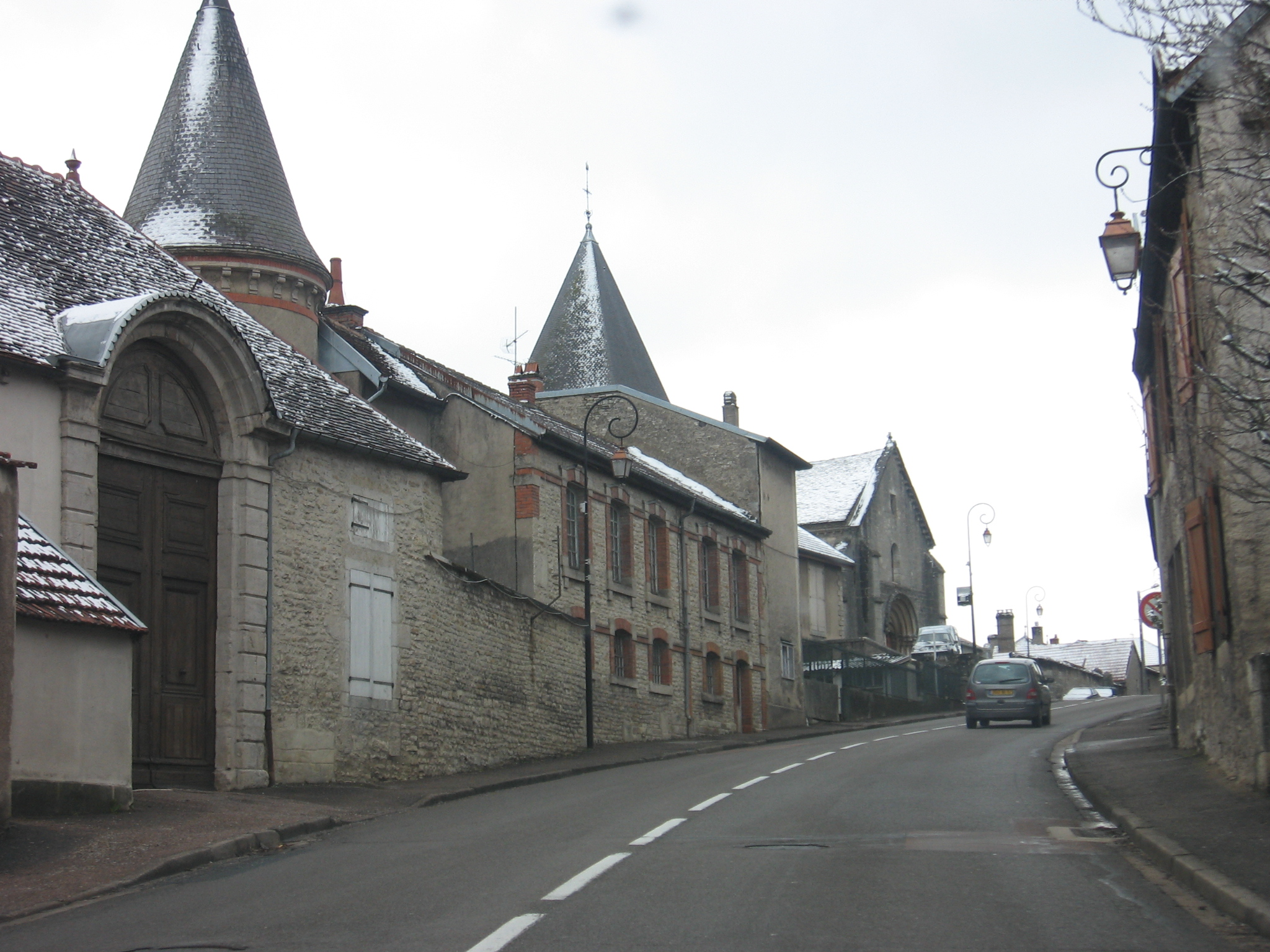
Schloss Prauthoy